# Giuseppe Zilizzi
Giuseppe Zilizzi, né le 21 février 1899 à Budapest, dans l'Empire austro-hongrois et mort le 2 mars 1982 à Acqui Terme, au Piémont, est un footballeur et entraîneur italo-hongrois .